# Suberites puncturatus
Suberites puncturatus är en svampdjursart som beskrevs av Thiele 1905. Suberites puncturatus ingår i släktet Suberites och familjen Suberitidae.
Artens utbredningsområde är havet utanför Chile. Inga underarter finns listade i Catalogue of Life.